# Fra Absalon til Christian
Fra Absalon til Christian er en dansk dokumentarfilm med ukendt instruktør.

## Handling
I Biskop Absalons fodspor. Absalon udbyggede København og byggede sin borg på Slotsholmen, hvor magtens centrum stadig befinder sig. Byen vokser gennem 1200-1600-tallet og bliver større og større, hvilket bevirker, at nye befæstninger må til, samt at disse må følge den tekniske udvikling.